# New Hope, Alabama
New Hope là một thành phố thuộc quận Madison, tiểu bang Alabama, Hoa Kỳ. Dân số năm 2009 là 2845 người, mật độ đạt 127 người/km².